# جان آر تیلور
 جان آر تیلور (انگلیسی: John R. Taylor؛ زاده ) یک فیزیک‌دان است.